# Арментерос, Эмилиано
Эмилиано Даниэль Арментерос (исп. Emiliano Daniel Armenteros; род. 18 января 1986, Монте-Гранде, Буэнос-Айрес) — аргентинский футболист, полузащитник.

## Биография

### Клубная карьера
Арментерос начал заниматься футболом в клубе «Банфилд». В составе этого клуба дебютировал в чемпионате Аргентины в 17 лет. В 2005 году Эмилиано был продан в «Индепендьенте» примерно за 1 миллион $. За два проведённых сезона в составе «красных дьяволов» Арментерос стал игроком основного состава, несмотря на юный возраст.
В 2007 году Эмилиано на правах аренды перешёл в испанскую «Севилью», с правом выкупа в конце сезона. Первый сезон он отыграл за вторую команду клуба во втором испанском дивизионе, став одним из ключевых игроков команды. В составе «Севильи» Арментерос дебютировал в чемпионате Испании 19 октября 2008 года, сыграв 15 минут в выездном матче против «Альмерии» (1:0). В том сезоне Эмилиано ещё 2 раза выходил на поле, а в матче против «Нумансии» (2:0) Арментерос забил свой первый гол в испанской Примере.
В 2009 году Арментерос на правах аренды перешёл в состав новичка Ла-Лиги «Херес». 4 октября Эмилиано забил свой первый гол за команду, в домашнем матче против «Малаги» (1:1), отметив таким образом рождение своего первого ребёнка — Софии. По итогам сезона «Херес» занял последнее место и вылетел во второй дивизион.
15 июля 2010 года Эмилиано на правах аренды отправился в клуб второй испанской лиги «Райо Вальекано». В ходе сезона Арментерос стал одним из лидеров команды, забив 20 мячей. 20 ноября 2010 года матче против «Понферрадины» Эмилиано оформил хет-трик. По итогам турнира команда из мадридской окраины заняла 2-е место и вернулась в элитный дивизион после восьмилетнего перерыва.
Летом 2012 года после проведённого сезона в составе столичной команды, Арментерос на правах свободного агента перешёл в «Осасуну», заключив с неё контракт на три года. В 2014 году перешёл в мексиканский клуб «Чьяпас». В сезоне 2016/17 выступал на правах аренды за «Сантос Лагуна».

### Международная карьера
Арментерос выступал за молодёжную сборную Аргентины и был включён в состав команды на молодёжный чемпионат мира 2005 года в Нидерландах. На турнире, который сборная Аргентины выиграла, Эмилиано выходил на поле в пяти матчах из семи.

## Достижения
- Чемпион мира среди молодёжи: 2005